# Alexander I van Epirus
Alexander I van Epirus (Oudgrieks: Ἀλέξανδρος Α' τῆς Ἠπείρου), ook wel Alexander Molossus (Ἀλέξανδρος ὁ Μολοσσός) genoemd, was koning van Epirus van 343/342 tot 331/330 v.Chr.
Alexander was de zoon van Neoptolemus I van Epirus en broer van Olympias, vrouw van Philippus II van Macedonië. Met behulp van zijn zwager Philippus verdreef hij zijn oom Arybbas van Epirus en werd koning van Epirus.
Toen Olympias door Philippus was verstoten, vluchtte zij naar hem. Maar Philippus zocht hem tevreden te stellen, door hem zijn dochter Cleopatra ten huwelijk te geven. Op de bruiloft (336 v.Chr.) werd Philippus echter vermoord en daarop kwam Olympias' zoon Alexander de Grote aan de macht.
In 332 v.Chr. stak Alexander I van Epirus, op verzoek van de Tarentijnen, naar Italië over, versloeg hun vijanden de Bruttii en Lucani, en sloot met Rome een verdrag. Hij verloor in 326 v.Chr. de slag bij Pandosia en op zijn terugtocht het leven in de Acheronrivier.

## Referentie
- art. Alexander I, in F. Lübker - trad. ed. J.D. Van Hoëvell, Classisch Woordenboek van Kunsten en Wetenschappen, Rotterdam, 1857, p. 45.